# شركة إدارة الجمعيات
تقدم شركة إدارة الجمعيات (AMC) خدمات إشرافية وخدمات إدارية متخصصة للمؤسسات التجارية والنقابات المهنية باستخدام نهج استثماري أشبه بقطاع الأعمال في إدارة مؤسسات لا تسعى للربح.
تدير شركات إدارة الجمعيات مؤسسات بمختلف الأحجام (بعضها مكون من 10 أعضاء والبعض الآخر مكون من 10000 عضو) ومختلف الموازنات السنوية (من 50000 دولار إلى 16 مليون دولار). تمنح شركة إدارة الجمعيات لعملائها خصائص وفورات الحجم والخبرة في السوق الذي تعمل به المؤسسة والمرونة والقدرة على التكيف والقوة الشرائية والتسهيلات المركزية.
ومن بين ما توفره شركة إدارة الجمعيات على الدوام التخطيط الاستراتيجي والإدارة المالية والإدارة التنفيذية وتطوير العضوية والتسويق والعلاقات العامة والتنمية التعليمية والمهنية والتخطيط للأحداث والاجتماعات.

## وصلات خارجية
- The Center for Association Leadership
- AMC Institute